# 新井順子
新井 順子（あらい じゅんこ）は、日本のテレビドラマプロデューサー。大阪府東大阪市出身。TBSスパークル・執行役員エンタテインメント本部ドラマ映画部長。学校法人東放学園放送芸術科卒業。代表的作品に『Nのために』『アンナチュラル』、『MIU404』など。

## 略歴
小学生時代よりテレビドラマが好きで、学校の文化祭で自ら手掛けた台本で劇をやるなどの経験を経てドラマを作る仕事をしたいと考え、専門学校の東放学園に入学、2001年に卒業。同年、制作会社VSO（のちドリマックス・テレビジョンに合併、TBSスパークルの前身）に入社。
6年間の助監督経験を経て、体を痛めたことをきっかけにプロデューサーに転身した。2008年の『ラブレター』以後TBSの作品をメインに、比較的若い年齢からプロデューサーとして活動した。
プロデュース作品では、『Nのために』（2014年）、『アンナチュラル』（2018年）、『MIU404』（2020年）、『最愛』などが、ドラマ関連の作品賞を受賞して高評価された。
2018年には『中学聖日記』に新人の水上恒司（岡田健史）を準主役に抜擢してブレイクに繋げた。
2023年6月22日付で、執行役員兼エンタテインメント本部ドラマ映画部長として就任。

## 受賞
プロデューサー個人としての受賞。
- 第45回エランドール賞 プロデューサー奨励賞（2021年、『MIU404』）[4]
- 第7回大山勝美賞（2021年）[14]
- 第49回エランドール賞 プロデューサー賞（田中友幸基金賞）（2025年、『ラストマイル』）[15]

## 作品
特記のないものはTBSテレビで放送。

### 演出補
- 3年B組金八先生
  - スペシャルX・お前死んだらオレ泣くぞ・3B一年ぶり大集合（2001年）
  - 第6シリーズ（2001年 - 2002年）
  - 第7シリーズ（2004年 - 2005年）
- 女子刑務所東三号棟3 私たちは息子を殺しました…（2001年）
- 明智小五郎対怪人二十面相（2002年）
- おとうさん（2002年）
- さとうきび畑の唄（2003年）
- 末っ子長男姉三人（2003年）
- オレンジデイズ（2004年）
- 広島 昭和20年8月6日（2005年）
- 恋の時間（2005年）

### プロデューサー補
- 夜王 〜YAOH〜（2006年）
- 砂時計（2007年）
- 肩ごしの恋人（2007年）
- だいすき!!（2008年）

### プロデュース
- ラブレター（2008年 - 2009年）
- タンブリング（2010年）
- シマシマ（2011年）
- 白戸修の事件簿（2012年）
- 夜行観覧車（2013年）
- リミット（2013年、テレビ東京）
- ぶっせん（2013年）
- 三面記事の女たち -愛の巣-（2014年、フジテレビ）
- 今夜は心だけ抱いて（2014年、NHK BSプレミアム）制作統括
- Nのために（2014年）
- 遠まわりしようよ、と少年が言った。（2015年、webドラマ）[16]
- マザー・ゲーム〜彼女たちの階級〜（2015年）
- 結婚式の前日に（2015年）
- 仮カレ（2015年、NHK BSプレミアム）制作統括
- 女性作家ミステリーズ 美しき三つの嘘（2016年、フジテレビ）
- 私 結婚できないんじゃなくて、しないんです（2016年）
- リバース（2017年）
- Aではない君と（2018年、テレビ東京）
- アンナチュラル（2018年）
- 中学聖日記（2018年）
- わたし、定時で帰ります。（2019年）
- MIU404（2020年）
- 着飾る恋には理由があって（2021年）
- 最愛（2021年）
- 石子と羽男-そんなコトで訴えます?-（2022年）
- 下剋上球児（2023年）[17]
- 9ボーダー（2024年）
- ラストマイル（2024年） - 映画作品
- 海に眠るダイヤモンド（2024年）

### その他
- TBSスター育成プロジェクト 私が女優になる日_ - 審査員[18]